# Кадыбаш
Кадыба́ш (тат. Кадыбаш, Казыбаш, также известно как Кадыба́шево, старое название Казырба́ш (тат. Кадырбаш) — село в Агрызском районе Республики Татарстан, центр Кадыбашского сельского поселения.

## Этимология
Название села происходит от названия реки Кады, которая несколько веков назад называлась Казы, и гидрографического термина «баш» (начало, исток). По легенде, река в те времена каждый год углублялась и поэтому получила такое название, тогда и название села упоминается как Казыбаш, Большой Кадыбаш.

## География
Село Кадыбаш расположено на реке Кады, в 75 км (97 км по автодорогам) к юго-востоку от Агрыза.

## История

### Основание села
После размежевания тептяри д. Утяганово и Кадыбаш утверждали, что «их предки поселились на земле Енейской волости по грамоте в царствование царя Ивана Васильевича им данной, каковую в витке присем представили в Комиссию по наделению припущенников башкир землей». Однако у тептярей Утяганова, Кадыбаша, Девятерни и Касаева «земля находилась в общем владении с башкирами д. Исенбаевой и Сляковой, с тептярями и ясашными татарами д. Сосновой (Нарат. — А. А.)».— Асфандияров А. З., Аулы мензелинских башкир. -Уфа: Китап, 2009. С.42-43.
Кадыбаш в данном месте основан примерно в 1580 году шестью крестьянским дворами, переселившимися из старого Кадыбаша, который находился примерно в 3 км севернее по течении реки Кады. По утверждению к. и. н. Т. А. Акерова, в селе проживали представители племени кыргыз, вошедшие в состав башкирского народа. Кадыкай является наименованием одного из двух родов данного племени.
Старый Кадыбаш основан удмуртами. К ним присоединились татары, бежавшие от насильственного крещения из Вятской губернии от наместников Ивана Грозного. Потом татары и удмурты, проживавшие в селе, начали враждовать, что вылилось в поджоги хозяйств. В результате вражды удмурты были вынуждены переселиться вверх по течению на несколько километров и основать деревню Кады-Салья, татарское же население Кадыбаша осталось.
Кадыбаш является самым древним населенным пунктом в «тугызбуйской зоне» (см. Девятерня). Кадыбашцы имели земельную грамоту от Ивана Грозного, занимались охотой, земледелием, растениеводством, торговлей.

### Дореволюционный период
По первым трём ревизиям деревня относилась к различным сотням Арской дороги Казанской губернии. Было учтено несколько государственных ясачных татар (некрещёных).
В списке населённых мест 1802 года учтены 1 татарин и 83 тептяря мужского пола. Деревня тогда относилась к Сарапульской округе Вятской губернии.
По данным ревизских сказок, по VIII переписи население деревни составляли тептяри, по X переписи — башкиры из тептяр.
В «Списке населённых мест Российской империи», изданном в 1876 году, населённый пункт упомянут как казённая деревня Кадыбаш 2-го стана Елабужского уезда Вятской губернии, при речке Кады, расположенная в 110 верстах от уездного города Елабуга. Здесь насчитывалось 106 дворов и проживал 561 человек (309 мужчин и 252 женщины), действовала мечеть.
По подворной переписи 1890 года в деревне Кадыбаш Кадыбашского сельского общества Исенбаевской волости Сарапульского уезда проживало 996 тептярей из башкир в 178 дворах и 3 башкира-вотчинника в 1 дворе, всего 999 человек (508 мужчин, 491 женщина), из них 3 грамотных. Занимались земледелием (имелось 21,5 десятины усадебной земли, 1319,9 десятин пашни, 90,3 десятины сенокоса, 10,7 десятин выгона, 395,1 десятины подушного леса, а также 30,8 десятин неудобной земли; 13,8 десятин было сдано крестьянам других общин), скотоводством (374 лошади, 321 голова КРС, 164 овцы, 73 козы), пчеловодством (73 улья в 18 дворах), из промыслов — в основном подённой работой. Имелась мечеть.
По переписи 1897 года в деревне Кадыбаши (Кадыбашево) проживало 1099 человек (536 мужчин, 563 женщины), из них 1091 магометанин.
В 1905 году в деревне Кадыбаши проживало 1223 человека (593 мужчины, 630 женщин) в 220 дворах.

### Советский период
С 10 августа 1930 года село переходит в состав Красноборского района (в 1930 и 1948 годах — центр Кадыбашского сельсовета), с 28 октября 1960 года — в состав Агрызского района, с 1 февраля 1963 года — в состав Елабужского сельского района. 4 марта 1964 года вернулась в состав Агрызского района.

## Население
| 1834 | 1859 | 1920 | 1926 | 1938 | 1949 | 1958 | 1970 | 1989 | 2002 | 2010 | 2015 |
| ---- | ---- | ---- | ---- | ---- | ---- | ---- | ---- | ---- | ---- | ---- | ---- |
| 349  | 561  | 1260 | 1077 | 1097 | 1092 | 775  | 793  | 586  | 491  | 482  | 447  |

Национальный состав
Согласно результатам переписи 2002 года, в национальной структуре населения татары составляли 99 %.

## Инфраструктура
На территории села действуют следующие предприятия и организации:
- Кадыбашская общеобразовательная средняя школа-сад (с 1917 г. как начальная[15])
- Дом культуры (с 1930 г. как клуб)[15]
- Библиотека[15]
- Кадыбашское отделение почтовой связи
- Кадыбашский участок Агрызского узла электронной связи
- Операционная касса внекассового узла 8435/024 Елабужского отделения Сбербанка РТ
- Кадыбашская подстанция Елабужской электросети РТ
- Кадыбашский фельдшерско-акушерский пункт
- Кадыбашский сельский магазин Агрызского райПО РТ
- Магазин ИП Заляев И. Н.

В 2015 году построена врачебная амбулатория. Есть сельский дом культуры с библиотекой. Действуют зерноток, ферма КРС, машинно-тракторный парк. Село электрифицировано и газифицировано. Есть кладбище.

## Религия
Кадыбашская мечеть Агрызского мухтасибата (построена в 2001 году)